# 암파로 밸
암파로 밸(Amparo Valle, 1939년 7월 15일 ~ 2016년 9월 29일)은 스페인의 무대 연출가, 배우이다.
발렌시아에서 태어났으며 마드리드에서 사망하였다. 사인은 폐암이다.

## 영화
- 언더 더 스타 (2007년)
- 테레사 (2007년)
- 실종: 충격적 사실들 (2003년)
- 노벰버 (2003년)
- 돈키호테 (2000년)
- 처녀 길들이기 (1989년)